# Александров, Владимир Александрович (драматург)
Владимир Александрович Александров (псевдоним Холмин, род. 1856, дата смерти предположительно после 1918) — русский драматург.

## Биография
Владимир Александров родился в семье богатого купца-винозаводчика. Александров — дядя литератора Г. И. Чулкова (1879—1939). Окончил Орловскую классическую гимназию, затем Военно-Юридическое училище в Петербурге (1874—1877), затем состоял на военной службе в кавалерии. Начиная с 1883 года числился присяжным поверенным Московского судебного округа (и был известен как Александров 2-й), к 1917 стал довольно крупным адвокатом и имел 14 помощников. Существовало имение Красивка в Кирсановском уездеТамбовской губернии, при имении существовал винокуренный завод.
С 1882 года или ранее начал своё сотрудничество с Малым театром. 16 апреля 1882 года его драматический этюд в 4-х действиях «Путеводная звезда» (Из мира кулис) был поставлен на сцене театра. Постановку от провала спасла только игра лучших актёров театра, но после отказа от исполнения роли Марии Ермоловой (что произошло после первого исполнения) мелодрама была снята с репертуара. Пьеса напоминала «Даму с камелиями» А. Дюма.
Признание Александрова публикой пришло к 1891 году, когда состоялась премьера его шестой по счёту пьесы «В неравной борьбе» (1891 Малый театр, в ролях Ермолова, Южин, Лешковская).
В 1889 году был избран членом комитета Общества русских драматических писателей и оперных композиторов (ОРДП), но спустя год вышел из его состава.
Владимир Александров автор таких пьес: «В селе Знаменском» (в 1889 году поставлена Малым театром, в ролях Ермолова, Никулина, Рыбаков), «В неравной борьбе» (1891 Малый театр, в ролях Ермолова, Южин, Лешковская), «На жизненном пиру», «Песнь горя», «Спорный вопрос».